# Anne Waldman
 (juin 2015).
Pour les articles homonymes, voir Waldman.
Anne Waldman (née le 2 avril 1945 à Millville dans le New Jersey) est une poétesse américaine, également universitaire, écrivaine et militante politique. Depuis les années 1960, Waldman est une membre active de la communauté poétique Outrider.

## Biographie
Waldman est née à Millville, dans le New Jersey mais sa famille quitta vite la région. Elle est élevée à New York, à MacDougal Street, dans le Greenwich Village. Elle reçoit son B.A. au Bennington College en 1966. Dans les années 1960, elle devient un auteur majeur de la scène poétique de la Côte Est, rejoignant les artistes surnommés la Seconde Génération de l'école newyorkaise. Durant cette période, Waldman fait la connaissance du poète Allen Ginsberg, celui-ci la surnommera sa « femme spirituelle ». De 1966-1968 elle travaille comme directrice-assistante du Poetry Project, chez Saint Mark, puis, de 1968 à 1978 elle en devient la directrice. À la fin de la décennie, Waldman étudie le bouddhisme. En effet, en 1970 elle accompagne Allen Ginsberg dans l'étude de cette religion auprès du tibétain Chogyam Trungpa Rinpoche. En 1974, avec Trungpa, Ginsberg, et d'autres, Waldman fonde la Jack Kerouac School of Disembodied Poetics, au Naropa Institute, à Boulder, Colorado. Elle y devient une professeure de poésie distinguée, ainsi que la directrice du très célèbre Naropa's famous Summer Writing Program.
Waldman prône le changement social. Dans les années 1970, elle s'implique dans les activités du Rocky Flats Truth Force, une organisation opposée à l'usine nucléaire Rocky Flats installée 10 km au sud de la ville de Boulder. Avec Daniel Ellsberg et Allen Ginsberg elle est arrêtée pour avoir protesté devant l'usine. Elle est également une porte-parole du féminisme américain, des luttes pour l'environnement, et une revendicatrice des droits de l'Homme. Elle s'engage aussi contre la guerre, dans le collectif Poets Against the War, et dans ce cadre elle organise des actions de protestation à New York et Washington.

## Œuvres d'Ann Waldman
Livres et pamphlets
- Archives, pour un monde menacé (édition et traductions de Vincent Broqua), Editions Joca Seria, 2014
- Soldiering/Soldatesque (traductions de Pierre Guéry et Frédérique Longrée), Maelström, 2011
- Manatee/Humanity, Penguin Poets, 2008
- Fast Speaking Woman/Femme qui parle vite (traductions de Marianne Costa, Pierre Guéry, Frédérique Longrée et Olivier Dombret), Maëlstrom, 2008
- Red Noir (performance pieces) Farfalla, McMillen, Parrish, 2007
- Outrider, La Alameda Press, 2006
- Structure of the World Compared to a Bubble, Penguin Poets, 2004.
- In the Room of Never Grieve: New & Selected Poems 1985 – 2003, Coffee House Press, 2003.
- Dark Arcana / Afterimage or Glow, Heaven Bone Press, 2003.
- [Things] Seen Unseen, 2002.
- War Crime, 2002.
- Vow to Poetry: Essays, Interviews, & Manifestos, Coffee House Press, 2001.
- Marriage: A Sentence, Penguin Poets, 2000.
- Iovis II, Coffee House Press, 1997.
- Fast Speaking Woman, 20th Anniversary Edition, City Lights Books, 1996.
- Kill or Cure, Penguin Poets, 1996.
- lovis: All Is Full of Jove, Coffee House Press, 1993.
- Troubairitz, Fifth Planet Press, 1993.
- Fait Accompli, Last Generation Press, 1992.
- Lokapala, Rocky Ledge, 1991.
- Not a Male Pseudonym, Tender Buttons Books, 1990.
- Helping the Dreamer: New and Selected Poems: 1966-1988, Coffee House Press, 1989.
- Tell Me About It, Bloody Twin Press, 1989.
- The Romance Thing, Bamberger Books, 1987.
- Blue Mosque, United Artists, 1987.
- Skin Meat Bones, Coffee House Press, 1985.
- Makeup on Empty Space, Toothpaste Press, 1984.
- First Baby Poems, Rocky Ledge, 1982, augmented edition, Hyacinth Girls, 1983.
- Cabin, Z Press, 1981.
- Countries, Toothpaste Press, 1980.
- To a Young Poet, White Raven, 1979.
- Shaman / Shamane, White Raven, 1977.
- Hotel Room, Songbird, 1976.
- Journals and Dreams, Stonehill, 1976.
- Fast Speaking Woman and Other Chants, City Lights, 1975 (revised edition, 1978).
- Sun the Blonde Out, Arif, 1975.
- Fast Speaking Woman, Red Hanrahan Press, 1974.
- The Contemplative Life, Alternative Press, c. 1974.
- Life Notes: Selected Poems, Bobbs-Merrill, 1973.
- The West Indies Poems, Adventures in Poetry, 1972.
- Spin Off, Big Sky, 1972.
- Light and Shadow, Privately printed, 1972.
- Holy City, privately printed, 1971.
- No Hassles, Kulchur Foundation, 1971.
- Icy Rose, Angel Hair, 1971.
- Baby Breakdown, Bobbs-Merrill, 1970.
- Giant Night: Selected Poems, Corinth Books, 1970.
- Up Through the Years, Angel Hair, 1970.
- O My Life!, Angel Hair, 1969.
- On the Wing, Boke, 1968.

Recueils de poésie
- Fleuve Flâneur (avec Mary Kite), Erudite Fangs, 2004.
- Zombie Dawn (avec Tom Clark), Skanky Possum Press, 2003.
- Polemics (avec Anselm Hollo & Jack Collom), Autonomedia.
- Young Manhattan (avec Bill Berkson).
- Ai Lit / Holy (avec Eleni Sikelianos & Laird Hunt), 2001.
- Polar Ode (avecWith Eileen Myles), Dead Duke, 1979.
- Four Travels (avec Reed Bye), Sayonara, 1979.
- Sphinxeries (avec Denyse duRoi), 1979.
- Self Portrait (avec Joe Brainard), Siamese Banana Press, 1973.
- Memorial Day (avec Ted Berrigan), Poetry Project, 1971.

Enregistrement sonores
- Matching Half (musique par Ambrose Bye) with Akilah Oliver, 2007
- The Eye of The Falcon (musique par Ambrose Bye) 2006.
- In the Room of Never Grieve (musique par Ambrose Bye)
- By the Side of the Road (avec Ishtar Kramer), 2003.
- Battery: Live from Naropa, 2003.
- Alchemical Elegy: Selected Songs and Writings, Fast Speaking Music, 2001.
- Beat Poetry, ABM, London,1999.
- Jazz Poetry, ABM, London,1999.
- Women of The Beat Generation, Audio-Literature, 1996.
- Live in Amsterdam, Soyo Productions, 1992.
- Assorted Singles, Phoebus Productions,1990.
- Made Up in Texas, Paris Records (Dallas), 1986.
- Crack in the World, Sounds True (Boulder),1986.
- Uh-Oh Plutonium!, Hyacinth Girls Music (NYC), 1982.
- Fast Speaking Woman, "S" Press Tapes (Munich), n.d.
- John Giorno and Anne Waldman, Giorno Poetry Systems Records, 1977.
- Beauty and the Beast (avec Allen Ginsberg), Naropa Institute, 1976.
- Other recordings include The Dial-a-Poem Poets, Disconnected and The Nova Convention,
- Big Ego, Giorno Poetry Systems, and The World Record.

Filmographie
- Colors In the Mechanism of Concealment, avec Ed Bowes, 2004.
- The Menage (pour Carl Rakosi), avecEd Bowes, 2003.
- Live at Naropa, Phoebus Productions, 1990.
- Battle of the Bards, (Lannan Foundation), Metropolitan Pictures, Los Angeles, 1990.
- Eyes in All Heads, Phoebus Productions, 1989.
- Uh-Oh Plutonium! (1982), premier prix au American Film Festival, Manhattan Video Project, Out There Productions (NYC).
- Cooked Diamonds, Fried Shoes, avec Allen Ginsberg, William Burroughs et Meredith Monk
- Poetry in Motion, dirigé par Ron Mann, Sphinx Productions (Toronto).

Éditions diverses
- Civil Disobediences: Poetics and Politics in Action (avec Lisa Birman), Coffee House Press, 2004.
- The Angel Hair Anthology: Angel Hair Sleeps With A Boy In My Head (with Lewis Warsh), Granary Books, 2001.
- The Beat Book, Shambhala Publications, Boston, 1996.
- Disembodied Poetics: Annals of the Jack Kerouac School, University of New Mexico Press, 1993.
- Out of This World: An Anthology from The Poetry Project at the St. Mark's Church In-the-Bowery 1966-1991, Crown Publishing Group, 1991.
- Nice to See You: Homage to Ted Berrigan, Coffee House Press, 1991.
- Talking Poetics: Annals of the Jack Kerouac School of Disembodied Poetics (avec Marilyn Webb), Shambhala, vols. 1 and 2, 1978.
- Another World, Bobbs-Merrill, 1971.
- The World Anthology: Poems from the St. Mark's Poetry Project, Bobbs-Merrill, 1969.

Anthologies
- Breaking the Cool: Interviewing and Reading Beat Women Writers, eds. Nancy M. Grace and Ronna C. Johnson, University of Mississippi Press, 2004.
- City Lights, ed. Maria Anita Stefanelli, ILA Oalma Press, Italy, 2004.
- All Poets Welcome: The Lower East Side Poetry Scene, University of California Press, Berkeley, CA, 2003.
- Women of the Beat Generation, foreword and contributor, Conari Press, Berkeley, CA, 1996.
- Postmodern American Poetry: A Norton Anthology, ed. Paul Hoover, W.W. Norton, New York, 1994.
- Poems for the Millennium, vol. II: The  University  of  California  Book  of  Modern  and Postmodern  Poetry: From  Postwar  to Millennium, eds.  Jerome Rothenberg and Pierre Joris, University of California Press, Berkeley, CA, 1998.
- The Portable Beat Reader, ed. Ann Charters, Viking Penguin Books, New York, 1992.
- Up Late : American Poetry Since 1970, ed. Andrei Codrescu, Four Walls Eight Windows, New York, 1988.

## Récompenses et prix
- Fellow, The Emily Harvey Foundation, Venice, 2007.
- Atlantic Center for the Arts Residency, 2002.
- Civitella Ranieri Center Fellow, 2001.
- Foundation for Contemporary Arts Grant Recipient, 2001.
- Vermont Studio School Residency, 2001.
- The Poetry Society of America’s Shelley Memorial Award, 1996.
- National Endowment for the Arts Grant, 1979-80.
- The National Literary Anthology Award, 1970.
- The Poets Foundation Award, 1969.
- The Dylan Thomas Memorial Award, 1967.
- Deux fois winner of the International Poetry Championship Bout in Taos, Nouveau-Mexique